# Canal du Midi
Canal du Midi (okcitansko Canal de las Doas Mars) je 240 kilometrov dolg vodni prekop v južni Franciji, ki povezuje mesto Toulouse, gospodarsko in kulturno središče nekdanje francoske regije Languedoc-Roussillon, danes v Oksitaniji, s Sredozemskim morjem.
Kanal poteka skozi doline med Pireneji in Centralnim masivom. Od Toulousa sprva vodi v smeri proti jugovzhodu in preko svoje najvišje točke, prevala Seuil de Naurouze (189 m nmv), doseže mesto Carcassonne. Odtod se usmeri proti vzhodu, teče mimo Béziersa, rojstnega kraja vodje izgradnje kanala Pierra-Paula Riqueta, in Agdeja. Na koncu se izlije v slano jezero Étang de Thau ter preko njega pri kraju Sète doseže Sredozemsko morje.
Glavnina izgradnje kanala je potekala med letoma 1667 in 1681. Nadaljevanje vodne poti od Toulousa proti Bordeauxu, kjer je dosegla Atlantik, je šlo prvotno po reki Garoni. Kasneje je bil zgrajen še prekop vzporedno z Garono Canal latéral à la Garonne. Prav tako sta bila kasneje med Carcassonnom in Béziersom zgrajena še prekopa Canal de Jonction in Canal de la Robine (preko Narbonna), ki sta skrajšala pot do Sredozemlja.
Leta 1996 je bil Canal du Midi uvrščen na Unescov seznam svetovne kulturne dediščine.

## Zgodovina
Canal du Midi je bil zgrajen kot bližnjica med Atlantikom in Sredozemljem, s čimer so se do tedaj morska potovanja izognila sovražno nastrojenemu španskemu ozemlju. Njegova očitna strateška vrednost je bila obravnavana že stoletja pred tem. Ob prihodu Leonarda da Vincija v Francijo na povabilo francoskega kralja Franca I. v letu 1516 mu je slednji naročil raziskavo poti od reke Garone pri Toulousu do reke Aude pri Carcassonnu, pri čemer je bil glavni problem z dotokom zadostne količine vode pri prečenju višje ležečega ozemlja.
Leta 1662 je Pierre-Paul Riquet, sicer glavni pobiralec kraljevih davkov v provinci Languedoc, verjel, da lahko reši problem, vendar je moral najprej v to prepričati Colberta, tedanjega finančnega ministra Ludvika XIV., preko prijateljstva s toulouškim nadškofom. Imenovana kraljeva komisija je leta 1665 priporočila projekt, ki ga je kralj odobril z možnimi odhodki 3.360.000 tedanjih francoskih liber. Specifikacije za delo je izdelal vodja komisije in vodilni francoski vojaški inženir v tem obdobju Chevalier de Clerville, ki je ostal zvest zaveznik Riqueta vse do svoje smrti (1677) Kot pomočnik je Riquet na svojem zemljišču postavil miniaturni kanal vključno z zapornicami, jezovi, napajalnimi kanali in predori.
Pri 63-ih je Riquet ob začetku velikega podviga poslal svojega osebnega inženirja Andreossyja in lokalnega strokovnjaka za vode v hribovje Montagne Noire, da bi delala na oskrbi z vodo. Prišli so tudi Clervillovi možje s potrebnimi izkušnjami, ki so na reki Laudot, pritoku Tarna, zgradili velik jez Bassin de St. Ferréol, približno 20 km stran od najvišje predvidene točke prekopa, Seuil de Naurouze. Jez, dolg 700 metrov, 30 metrov nad rečno strugo ter 120 metrov debel pri osnovi, je bil ob izgradnji drugi od velikih jezov tedanje Evrope, za podobnim pri Alicanteju v Španiji. S Canalom du Midi je bil združen preko 25 km dolgega in 3,7 metra širokega prekopa in je uspešno nadomestil pomanjkanje voda pri napajanju glavnega prekopa na tem ozemlju. To je bil obenem tudi glavni del tega velikega podviga, ob svojem vrhuncu je na projektu delalo preko 12.000 delavcev, od tega 1000 žensk, ki so sem prišle specifično zaradi dela na vodnem sistemu.
Delavke so bile presenetljivo pomembne za izgradnjo prekopa. Mnoge so prišle z ozemlja Pirenejev, kjer se je ohranilo poznavanje in vzdrževanje klasične hidravlike še iz časov rimskega obdobja. Sprva so jih najeli za odstranjevanje umazanije pri jezu St. Ferreol, vendar so jim njihovi nadzorniki boreč se z načrtovanjem poti od jezu do prekopa priznali strokovnost. Inženirstvo v tem času je bilo v glavnem vpeto v gradnjo vojaških utrdb, s hidravliko so se srečevali le pri miniranju ali drenaži. Gradnja plovnega prekopa preko celine je bila zunaj formalnega znanja vojaških inženirjev, da bi pričakovano nadzorovali druge, kmečke žene so po drugi strani kot nosilke poznavanja klasičnih hidravličnih metod z razpoložljivo tehniko izpopolnile napajalni sistem in z uporabo več vodnih zapornic premostile težave skozi hribovje pri Béziersu.
Prekop je bil zgrajen v velikem obsegu z ovalnimi zapornicami, 30,5 metra dolgimi, širokimi 6 metrov pri vratih ter 11 metrov v sredini, z namenom, da se uprejo rušenju sten, ki se je zgodilo pri zgodnji fazi gradnje, ter so zdržale zemeljski pritisk za razliko od prvotno ravnih sten, pri katerih se je porušilo ravnovesje.Loke so uporabljali že stari Rimljani pri gradnji podpornih zidov v Galiji, tako da sama tehnika ni bila nova, je bila pa njena uporaba pri zapornicah revolucionarna, v začetku posnemana tudi pri gradnji zgodnjih severnoameriških prekopov.
Mnogo infrastrukture je bilo zgrajene z neoklasicističnimi elementi, da bi poudarili kraljeve ambicije narediti Francijo za novi Rim. Canal du Midi kot velik inženirski podvig vreden Rima, politične sanje v ozadju, razjasnjene s ploščami in latinskimi napisi ter stenami z rimsko simboliko.
Canal du Midi je bil uradno odprt kot Canal Royal de Languedoc 15. maja 1681. Prav tako je bil naveden kot Canal des Deux Mers (Kanal dveh morij). Na koncu je stal preko 15 miljonov liber, od teh je dva miljona prispeval Riquet, ki je umrl z velikimi dolgovi leta 1680, nekaj mesecev pred odprtjem prekopa. Njegovi sinovi so sicer podedovali prekop, vendar pa si je družinska naložba opomogla, dolgovi pa poravnali šele čez dobrih sto let. Prekop je bil dobro upravljan in voden kot paternalistično podjetje vse do francoske revolucije.

## Lega in prerez
Canal du Midi leži  na jugu Francije, v departmajih Hérault, Aude in Haute-Garonne. Dolg je  240 kilometrov med Marseillanom, pri mestu imenovanem Les Onglous, kjer se prekop odpre v laguno étang de Thau blizu Sète in Toulousa pri Port de l'Embouchure.
Canal du Midi je prekop, ki se vzpenja od Toulousa na atlantski strani na razdalji 52 km do Seuil de Naurouze ali vrha, kjer se začne spuščati. Skupni vzpon znaša 57,18 m, višina vrha pa je na nadmorski višini 189,43 m. To razliko v gladini do morja zgubi na preostali razdalji 188 km od Naurouze do Les Onglous do Étang de Thau.
Konstrukcijska globina prekopa je 2 m z minimumom 1,80 m. Dovoljeni ugrez znaša 1,50 m, čeprav redni uporabniki povedo, da se tudi plovila z 1,40 m ugreza občasno dotikajo dna zaradi usedlin blata. Širina na površini je v povprečju 20 m z nihanji med 16 m in 20 m. Končno je širina korita prekopa 10 m. 
Vzdolžni profil Canal du Midi na sliki kaže, da se dviga od Toulousea (1) do Seuil de Naurouze (2), nato pa se spusti do Castelnaudaryja (3), Carcassonne (4) in Trèbes (5). Prekop se nadaljuje do Béziersa po prehodu skozi zapornice Fonserannes (6), nato Agde (7), in se konča pri Sète v Étang de Thau (8).
Najdaljši prekopski bazen je dolg 53,87 kilometra med zapornicama Argens in Fonserannes, najkrajši pa 105 m med obema zapornicama Fresquel.

### Pravni status
Zaradi zgodovinskih razlogov ima Canal du Midi edinstven pravni status, ki je bil leta 1956  kodificiran v Javnem zakoniku o vodnih poteh in celinski plovbi, nato v Splošnem zakoniku lastnine javnih oseb. V skladu s členom L. 2111-11 zakonika je javna domena prekopa določena glede na koeficient, ki je bil nekoč dodeljen Pierre-Paulu Riquetu, omejitve pa so bile določene z uradnim poročilom, pripravljenim leta 1772. Osebje in skladišča, kot tudi rezervoar Lampy, so dodali kasneje. Členi L. 2124-20 do L. 2124-25 določajo pravila glede vzdrževanja prekopa, ki je odgovornost subjekta, ki ga ima v lasti, pri čemer sodelujejo občine in ponekod prebivalci ob prekopu.
Z zakonom z dne 27. novembra 1897 je država Francija lastnik Canal du Midi, njegovo upravljanje pa je preneseno na javni organ Voies Navigables de France, ki je organ pri  Ministrstvu za promet.

## Načrtovanje in izgradnja prekopa
Riquet je pri 63 letih začel svoj veliki projekt in v hribovje Montagne Noire poslal svojega osebnega inženirja Françoisa Andreossyja ter lokalnega vodnega strokovnjaka Pierra Rouxa, ki je delal na oskrbi z vodo. Ta sistem oskrbe s prekopom je uspešno napajal z vodo, kjer je prečkal celinski del in nadomestil vodo, ki je odtekala proti obema morjema. Sistem je bil mojstrovina tako hidravličnega kot konstrukcijskega inženirstva in je služil kot zgodnja ratifikacija vizije Riqueta.
Delo se je začelo 1. januarja 1667 z gradnjo korita prekopa Rigole de la Plaine (nižinski prekop), nato pa se je 15. aprila 1667 nadaljevalo s polaganjem temeljnega kamna za Lac de Saint-Ferréol . Prvotno je hotel Riquet zgraditi ducat rezervoarjev, vendar ga je generalni komisar za utrdbe Louis Nicolas de Clerville prosil, naj jih zamenja z enim rezervoarjem. To je bila takrat velika novost - še nikoli ni bilo zgrajeno akumulacijsko jezero takih razsežnosti.
Prišli so nekateri Clervilleovi možje z izkušnjami v vojaškem inženirstvu, da bi na reki Laudot zgradili ogromen jez za en sam rezervoar, Bassin de St. Ferréol. Laudot je pritok Tarna v Montagne Noire, približno 20 km od vrha predlaganega prekopa pri Seuil de Naurouze. Ta masivni jez, dolg 700 metrov, 30 m nad strugo in 120 metrov debel pri dnu, je bil največje gradbeno inženirsko delo v Evropi in šele drugi večji jez, ki je bil zgrajen v Evropi, po tistem v Alicanteju v Španiji. S Canal du Midi je bil povezan s prekopom, dolgim 25 km, širokim 3,7 m z osnovno širino 1,5 m. Na koncu je bil opremljen s 14 zapornicami, da bi gradben material za prekop spustili iz gora in ustvaril novo pristanišče za hribovsko mesto Revel.
Novembra 1667 je bila uradna slovesnost postavitve temeljnega kamna Garonske zapornice v Toulousu v navzočnosti predstavnikov parlamenta, Capitouls (šerifov) in nadškofa Toulousa Charles-François d'Anglure de Bourlemonta. Prvo polnjenje vode je bilo poleti 1671–1672 med seuil de Naurouze in Toulousom in stekel je prvi promet s čolni. Leta 1673 je bil zaključen odsek od Naurouze do Trèbesa, ki je označil konec prvega dela projekta.
Od leta 1671 je drugi del projekta začel povezovati Trèbes s Sredozemskim morjem in graditi pristanišče Sète (takrat se je imenovalo Cette). Ta del prekopa je predstavljal težave na stičišču med Étang de Thau in Trèbesom, ker mora prekop prečkati reko Hérault in Ouvrages du Libron. Da bi odpravil težavo, je Riquet postavil sistem zaklopk in komor za Libron ter okroglo zapornico s tremi vrati za ètang de Thau in Hérault . Okrogla zapornica pri kraju Agde bi lahko preklapljala med Canal du Midi in Héraultom. Ta del prekopa je bil težava tudi na nivoju praga Ensérune in padca do Beziersa v dolini reke Orb. Riquet je te težave rešil na eni strani s predorom Malpas in drugič, tako da je na Fonserannesu zgradil vrsto osmih zapornic na reki Orb. Predor Malpas je bil prvi predor na  prekopu, ki je bil kdaj zgrajen. Canal du Midi gre skozi 173-metrski predor skozi hrib pri Oppidum d'Ensérune, starodavnem gradišču (oppidum) v bližini vasi Nissan-lez-Ensérune.
Leta 1681 se je delo na prekopu končalo pri Béziersu. Konca projekta ni dočakal, ker je oktobra 1680 Riquet umrl. Delo je prevzel kraljevi inženir La Feuille.
Riquetovi sinovi so prekop podedovali, vendar družinske naložbe niso bile povrnjene in dolgovi niso bili poplačani v celoti še več kot 100 let. Prekop je bil do revolucije dobro voden in je bil upravljan kot paternalistično podjetje.
Prekop je bil zgrajen v velikem merilu z ovalnimi zapornicami dolžine 30,5 m, širine 6 m na vratih in 11 m v sredini. Ta zasnova je bila namenjena temu, da bi se uprla porušenju sten, ki se je zgodil v začetni fazi projekta. Ovalne zapornice so uporabile trdnost loka proti notranjemu tlaku okoliške zemljine, kar je bil problem s prvimi zapornicami z ravnimi stenami. Takšne oboke so že Rimljani uporabljali za zadrževanje sten v Galiji, zato tehnika ni bila nova, vendar je bila uporaba zapornic revolucionarna in so jo posnemali pri prvih ameriških prekopih.
Mnoge strukture so bile zasnovane z neoklasicističnimi elementi, da bi še bolj poudarili kraljeve ambicije, da bi Francija postala Novi Rim. Canal du Midi kot velik del infrastrukturnega inženiringa je bil sam po sebi promoviran kot Rima vreden, politične sanje pa so bile pojasnjene s ploščami v latinščini in obzidjem, zgrajenimi z rimskimi značilnostmi.
Prekop je bil maja 1681 po kraljevem ukazu temeljito pregledan, da bi preverili izvedbo in vodotesnost prekopa. Nato so ga uradno odprli za plovbo 15. maja 1681. Ob odprtju prekopa v Toulousu 15. maja sta kraljevi upravnik in predsednik države Languedoc prva zaplula po prekopu, nato pa še številni drugi čolni, ki so prevažali zlasti pšenico. Po preizkusni plovbi je bil prekop izsušen, saj delo ni bilo končano; ponovno je bil odprt šele decembra 1682.  Prekop je bil za promet odprt maja 1683, marca 1685 pa so prenehala tudi javna dela .

### Organizacija dela in socialni pogoji
Petnajst let je na gradnji prekopa delalo skoraj 12.000 delavcev. Riquet je najel moške in ženske starosti  med 20 in 50 let, ki jih je organiziral v delavnice, ki jih je vodil generalni kontrolor. Ta racionalizacija dela je omogočila optimizacijo nalog in omogočila izvedbo več projektov hkrati. Vsa dela so bila ročna, kopanje prekopa z lopatami in krampi. Delovno silo so sestavljali kmetje in lokalni delavci, katerih število se je med letom spreminjalo. Pierre-Paul Riquet je pozval vojsko, naj nadoknadi to nihanje. Vzpostavil je tudi mesečna plačila delavcev za njihovo zvestobo. Ponudil je tudi nastanitev za dva denierja (francoski kovanec) na dan .
Delavke so bile presenetljivo pomembne za inženiring prekopa. Številne so prišle iz nekdanjih rimskih kopaliških kolonij v Pirenejih, kjer so se elementi klasične hidravlike ohranjali kot živa tradicija. Sprva so bile zaposleni za prenašanje zemlje na jez v Saint Ferréolu, vendar so njihovi nadzorniki priznali njihovo strokovno znanje. Inženiring je bil v tem obdobju osredotočen predvsem na gradnjo trdnjav, hidravlika pa se je ukvarjala večinoma z rudarjenjem in težavami odvodnjavanja. Gradnja plovnega prekopa po celini je precej presegla formalno znanje vojaških inženirjev, ki naj bi jo nadzirali, vendar so kmečke ženske, ki so bile nosilke klasičnih hidravličnih metod, to dodale v nabor razpoložljivih tehnik. Niso samo izpopolnili vodovodnega kanala v prekop, temveč so z nekaj zapornicami napeljali vodno pot skozi gore v bližini Béziersa in zgradili stopnišče z osem zapornicami v Fonserannesu.
Finančni in socialni pogoji zaposlovanja delavcev so bili zelo ugodni in nenavadni. Za ohranitev delovne sile je Riquet svoje delavce plačal dovolj dobro. Še pomembneje je, da je dajal ugodnosti, ki jih še nikoli niso videli, kot so delovni dnevi, nedelje in državni prazniki, ter na koncu plačal bolniško odsotnost. Pogodba o zaposlitvi je bila individualna in sklenjena preko naborništva. Plača je bila na začetku 20 solov (1 livre) na dan, kar je bilo podvojeno plačilo v kmetijstvu. Nezadovoljstvo lastnikov kmetij pa je Riqueta prisililo, da je znižal plačilo na 15 in kasneje na 12 solov na dan. Leta 1668 je določil mesečno plačilo 10 liver .

### Trgovine in delavnice
Poleg sezonskih delavcev, ki so bili najpogosteje kmetje, so bile na delovišču prekopa številne trgovine in delavnice. Zidarji in kamnoseki so bili odgovorni za gradnjo objektov, kot so mostovi, zapornice in prelivi. Za vzdrževanje orodja in opreme so skrbeli kovači in ravnalci. Za dela so bili potrebni tudi prevozniki in kovači lastniki žag .
Orodja delavcev so bila zelo omejena: krampi, motike in lopate za kopanje, košare in nosila za prenos materiala. Zagotovili so jih delavcem, ki so jih morali sami tudi vzdrževati. Smodnik so uporabljali za razstreljevanje kamnin.

## Otvoritev
Leta 1681 je bil izveden prvi 'suh' pregled. [50] Kralj je imenoval komisijo, ki so jo sestavljali Henri d'Aguessau, upravitelj Languedoca, gospod de la Feuille, oče Mourgues, jezuitski profesor retorike in matematike na Univerzi v Toulousu, dva sinova in dva zeta Pierre-Paul Riqueta, kot Andréossy, Gilade in Contigny. Ta komisija se je 2. maja 1681 odpravila v Beziers in se čez šest dni vrnila po prekopu nazaj v Toulouse. Polnjenje z vodo je bilo izvedeno v skladu z napredkom pregledov (odsek Toulouse-Castelnaudary je imel vodo od leta 1672).
Sama otvoritev je potekala takoj po prvem pregledu. Isti ljudje so se 15. maja 1681 v Toulousu vkrcali na vodilni čoln, ki mu je sledilo na desetine drugih čolnov. Povorki, ki je prispela v Castelnaudary 17. maja, se je pridružil kardinal de Bonzi, nadškof Narbonna in predsednik province Languedoc. V cerkvi Saint-Roch je bila 18. maja velika maša, ki ji je sledila procesija do prekopa za blagoslov dela.
Konvoj je nadaljeval svoj pohod 20. maja s postanki zvečer v Villepinte, 21. v Penautierju, 22. v Puichericu in 23. v Roubiju. 24. maja so prečkali predor Molpas in nato zapornice Fonsérannes. Kardinal in škofje so se še isti dan spustili v Beziers.

## Dopolnilna dela
Leta 1686 je bil Vauban odgovoren za pregled prekopa, za katerega je hitro ugotovil, da je v razpadajočem stanju. [51] Nato je naročil Antoineu Niquetu, inženirju utrdb v Languedocu, naj v Montagne Noire izvede nova dela, izvrta predor Cammazes, podaljša Rigole de la montagne (gorski prekop) in okrepi Bassin de Saint-Ferréol. Riquet je v naglici podcenjeval število rek, ki bi v primeru poplav zamuljile in dvignile dno prekopa. Jez v Saint-Ferréolu je bil premajhen, njegov sistem oskrbe pa je bil neučinkovit .
Prav tako so zgradili veliko zidanih struktur, da so izolirali številne reke, ki se izlivajo v prekop in prelive za uravnavanje nivoja vode. Zgradili so 49 odvodnih kanalov in akvadukt, vključno z akvaduktom Cesse, Orbiel in odvodnikom Pechlaurier. Končno so okrepili veliko brežin in jezov, ki jih je zgradil Riquet. Ta serija del, ki je trajala do leta 1694, je močno izboljšala oskrbo z vodo in njeno upravljanje. Antoine Niquet je bil odgovoren za nadzor prekopa do leta 1726.
Canal du Midi pa je imel še vedno pomanjkljivost, ker ni šel skozi Carcassonne niti Narbonne in se ni pridružil Roni. Poleg tega je bilo do Bordeauxa treba po Garoni, ki ima spremenljive pretoke in silovite poplave. Canal de Jonction, zgrajen leta 1776, je omogočil dostop do Narbonne prek Canal de la Robine de Narbonne. Istega leta je Canal de Brienne omogočil obvoz Bazacle - plitvino na Garoni v Toulousu, ki je blokirala reko. Leta 1808 je bila končana tudi povezava med étang de Thau in Rono . Leta 1810 je preusmeritveni prekop omogočil povezavo Carcassonna. Končno je bil leta 1857 med Toulousom in Castets-en-Dorthe odprt Canal latéral à la Garonne, ki je končal povezavo med Atlantskim oceanom in Sredozemskim morjem, o kateri je sanjal Riquet.

## Obratovanje prekopa
Nekoč se je uporabljal za prevoz blaga in ljudi, zdaj Canal du Midi uporabljajo predvsem čolnarji in drugi turisti.

### Upravljanje
Upravljanje s prekopom so zagotovili predvsem Riquetovi potomci. To je bilo prek starejšega sina Jean-Mathiasa, ki je prevzel nadzor nad fevdom do leta 1714, nato Victor-Pierre-François do leta 1760, nato Victor-Maurice in na koncu Jean-Gabriel. Družina Riquet je hitro vzpostavila piramidalno organizacijsko strukturo z generalnim direktorjem prekopa, ki je vodil upravni odbor, odgovoren za določena geografska območja prekopa. Na zahodu in vzhodu je bilo opredeljenih sedem con: Toulouse, Naurouze, Castelnaudary, Trèbes Le Somail, Beziers in Agde. Vsak direktor je bil odgovoren za vzdrževanje svoje cone. Na stotine upravljavcev zapornic je bilo odgovornih za zapornice. Ta organizacija je omogočala nadzor in najemanje zaposlenih.
V Toulousu je skupina treh ljudi odgovornih za delovanje, pristojbine in računovodstvo oblikovala upravni odbor. Upravljanje je zagotavljalo oskrbo z denarjem za plačilo različnih del in osebje, najeto za prekop.

### Vzdrževanje
Vzdrževanje prekopa je bilo največja težava za Riquetove potomce. Kljub mnogim previdnostnim ukrepom v prekop prodira mulj iz vodnega omrežja. Poleg tega se polni z vejami in listjem dreves. Vsako zimo je zato nekaj časa zaprt, da se omogoči čiščenje. Vsako leto je treba najmanj dva meseca poglabljati dno prekopa. Ta dela so draga. Druga težava je vdor plevela v ravninah in prelivih. Ni mogoče izkoreniniti te nadloga.
Ne nazadnje dež, zmrzal in suša prisilijo upravljavca, da ves čas skrbi za nadzor nad popravili lukenj in razpok, ki bi se lahko odprle. Ministrstvu za ekologijo, trajnostni razvoj in energetiko je za vzdrževanje prekopa na voljo približno 350 zaposlenih. 

### Gospodarstvo okrog prekopa
Prekop se je od začetka njegovega obratovanja uporabljal za prevoz potnikov in blaga.
Sprva se zdi, da so prekop uporabljale predvsem majhne jadrnice z jambori, ki so se enostavno spustili in so jih lahko vlekle skupine moških. Do sredine 18. stoletja so vleko v veliki meri prevzeli konji, leta 1834 pa so prišli parni vlačilci, ki so lahko prečkali Étang. Do leta 1838 je redno vozilo preko prekopa 273 plovil; potnike in pošto pa so vozili do prihoda železnice leta 1857. Posebej zanesljiva in hitra je bila poštna storitev. Štiri dni je trajala pot od Toulousa do Sète. Ta čas se je leta 1855 zmanjšal na 32 ur, kar ustreza hitrosti 11 km / h, zahvaljujoč pogosti (na vsakih 10 km) zamenjavi konj vlečnih čolnov. Da bi prihranili čas in vodo, so potnike večkrat premeščali iz enega plovila na drugega, namesto čakanja in prečkanja zapornic. Končno so potovanja potekala tudi ponoči, da bi prihranili še več časa.
Prekop se je zanašal na promet pšenice in vina v Languedocu, kar je bil njegov glavni namen. Ta komercialni promet je zelo hitro obogatil Riquetove potomce. Pšenico, vino in alkohol so vozili iz Lauragaisa v Toulouse, Bordeaux in Marseille. Prekop je vplival na širitev prodajnega območja proizvajalcev Languedoca. Prekop je omogočil tudi uvoz izdelkov iz drugih regij, kot so milo, riž, škrob, suhe ribe ter začimb in barvila iz Marseilla. Vendar to ni postala velika mednarodna pot, kot so jo predvidevali francoski kralji, saj je bil njen promet omejen na lokalno in državno trgovino.

### Konkurenca železnice
Zanimivo je, da prekop ni zares služil svojemu namenu. Gospodarski in politični okvir je oviral pričakovani gospodarski razvoj. Po 200 letih delovanja je prekop začela onemogočati konkurenca železnic in cest. Svoj vrhunec je dosegel sredi 19. stoletja. Leta 1858 je Napoleon III. podpisal odredbo, s katero je prekop za obdobje 40 let zaupal železniškemu podjetju Chemins de fer du Midi, lastniku železniške proge Bordeaux-Narbonne. Ta ukrep je vplival na zmanjšanje ladijskega prometa v prekopu. Podjetje je predvsem promoviralo železnico in postavilo višje tarife za tovorni promet v prekopu. Canal du Midi je bil najdražji od vseh vodnih poti v Franciji. Poleg tega je železnica postala hitrejša od vodne poti, zlasti ker je Canal du Midi trpel zaradi omejene tonaže. Do leta 1879 se je tovorni promet prepolovil, nato pa vidno upadal.
Upravljanje s prekopom je leta 1898 prevzela država, ki je vlagala sredstva, da bi ohranila njegovo konkurenčnost. Država je ukinila davke in cestnine, kar je povzročilo kratkotrajno oživitev prometa na prekopu.

### Konec trgovskega prometa
Ob koncu prve svetovne vojne je bil promet popolnoma neurejen. Leta 1920 si je tovorni promet s prihodom motoriziranih barž hitro opomogel. Druga svetovna vojna je povzročila upočasnitev prometa zaradi pomanjkanja nafte, vendar je po koncu vojne hitro okreval, a ni mogel konkurirati vse bolj razviti železnici in cestnemu prometu. Leta 1980 sta med Toulouseom in Sèteom redno vozili samo še dve barki (Bacchus za prevoz vina in Espérance za žito): leta 1989 sta dokončno prenehali z delom po prenehanju plovbe, ki jo je prefekt regije ukinil zaradi suše. Leta 1991 je bilo delovanje prekopa prepuščeno administraciji Voies navigables de France, ki ga upravlja še danes.

### Turizem in rekreacija
Canal du Midi zdaj uporabljajo predvsem turisti, rekreativci in za nastanitev.
Prekop privablja vedno več rečnega turizma, vključno z jadranjem, restavracijami na čolnih ali hotelskih barkah. Turizem je rasel od 1960-ih, nato pa eksplodiral v 1980-ih. Prekop je bil vidno prikazan v BBC-jevi televizijski seriji Ricka Steina French Odyssey (2005), ki je prekop oglaševala britanskemu občinstvu. Sedaj predstavlja petino francoskega rečnega turizma, 80 % potnikov pa so tujci, predvsem Nemci, Švicarji in Britanci. Skozi zapornice Fonséranes na leto potuje približno 10.000 plovil, največ prometa pa je na zapornici Argens z 11.000 plovili. Na prekopu je neposredno zaposlenih približno 1900 ljudi, letni gospodarski učinek zaradi dejavnosti prekopa pa je približno 122 milijonov evrov.
Plovba po prekopu je odprta od tretje sobote v marcu do prvega tedna v novembru. Izven tega obdobja je dovoljenje za navigacijo izjemoma dovoljeno posameznikom, če so za to zaprosili. Zimsko obdobje je namenjeno predvsem vzdrževalnim delom .
Canal du Midi omogoča tudi druge športe, predvsem v mestnih območjih, kot so veslanje, ribolov, kolesarjenje, rolanje in pohodništvo po bregovih. Tlakovani odsek 50 km od Toulousea do Avignonet-Lauragais in še 12 km med Béziersom in Portiragnesom je še posebej primeren za kolesarjenje in rolanje. Poleg tega so bile številne barže preurejene v družinska stanovanja, gledališča, razstavne prostore in restavracije.

### Prekop za namakanje
V sušnem obdobju prekop služi kot rezervoar za kmetijstvo. Ob prekopu je nameščenih skoraj 700 namakalnih črpalk. To je ena temeljnih vlog prekopa in eden od razlogov za njegovo vzdrževanje s strani države od konca komercialnega prometa. Prekop lahko namaka do 40.000 hektarjev kmetijskih zemljišč.
Rigole de la Plain prenaša vodo iz reke Sor, ki jo iztoči pri Pont Crouzetu za namakanje, preden se izprazni v Canal du Midi. Poleg tega se posamezni deli odvzamejo iz voda na območju med Revelom in seuil de Naurouze. Leta 1980 je bil v bližini Castelnaudaryja zgrajeno jezero Lac de la Ganguise, ki zagotavlja 22 milijonov kubičnih vodnih rezerv. Leta 2005 je bil jez dvignjen na 44 milijonov kubičnih metrov. V bližini starega bazena Naurouze črpalna postaja Naurouze pomaga uravnavati vodo v Canal du Midi in jezeru. Podzemna cev, galerija Mandore, zagotavlja Naurouze dodatno vodo od Rigole de la Plaine do jezera Ganguise. Nasprotno pa lahko v sušnem obdobju jezero Ganguise oskrbuje Canal du Midi.
Prekop od leta 1973 zagotavlja tudi oskrbo s pitno vodo prek čistilnih naprav v Picotalenu (Picotalen I in Picotalen II). So del naprav, ki jih je od začetka leta 1948 ustanovil Inštitut za medresorsko hidravlično načrtovanje Montagne Noire (IIAHMN) za potrebe vode Lauragais. Obrat oskrbuje z vodo iz prekopa Cammazes v skoraj 185 občin. 

## Zgradba
Canal du Midi je dolg 240 km s skupno 328 zgradb [82], vključno s 63 zapornicami, 126 mostovi, 55 akvaduktov-mostov, 7 akvaduktov-vodovodov, 6 jezov, [5] 1 prelivom in 1 predorom.

### Oskrba prekopa z vodo
Za napajanje prekopa v enem letu je potrebnih 90 milijonov kubičnih metrov vode . Da bi to dosegel, je Riquet postavil kompleksen sistem oskrbe z vodo. Ideja je bila zajeti vode iz hribovja Montagne Noire, ki je nekaj deset kilometrov stran in jih preko prekopov pripeljati do Seuil de Naurouze, najvišje točke prihodnjega prekopa.
Ti prekopi, imenovani "Rigole de la montagne" (gorski prekop) in "Rigole de la plaine" (nižinski prekop), so povezali zgornje tri rezervoarje (Lampy, Cammazes in Saint-Ferréol) pri prelivu seuil de Naurouze. Rigole de la Montagne je bil dolga 24,269 km in ima 22 struktur med izlivom v Alzeau in slapovi Cammazesa. Rigole de la Plaine je na višini 21,45 m meril 38,121 km in imel 68 struktur med mostom v Crouzetu in seuil de Naurouze. 
Na začetku sta dva rezervoarja napajala najvišjo točko prekopa pri seuil de Naurouze: Bassin de Saint-Ferréol je imel kapaciteto 6,3 milijona kubičnih metrov in je bil zgrajen med letoma 1667 in 1672. Drugi rezervoar je bil precej manjši - Bassin de Lampy. Imenovan Lampy-Vieux, ki ga je hitro nadomestil Lampy-Neuf z zmogljivostjo 1.672.000 kubičnih metrov, zgrajen 100 let pozneje med letoma 1777 in 1782. 
Bassin de Saint-Ferréol je bil in ostaja glavni rezervoar vode za prekop s površino 67 hektarjev. Vode Montagne Noire sprejema preko Gorskega prekopa, ki ga napaja porečje Lampy. Jezerske vode zadržuje jez, dolg 786 m in širok 149 m, sestavljen iz treh vzporednih sten. Prekop obdaja bazen in lahko evakuira odvečno vodo. V bližini je muzej, v katerem so razstavljeni podatki o zgodovini gradnje jezera.
Prvotno je inženir načrtoval in zgradil tretji rezervoar, Naurouze, vendar je bil leta 1680 opuščen zaradi pretiranega zamuljevanja. Pierre-Paul Riquet je sanjal o gradnji novega mesta okoli tega porečja, a se sanje nikoli niso uresničile. Hitro je bila izkopan prekop za odtok bazena Naurouze z juga.
Pri Carcassonnu so zgradili tudi druge rezervoarje za oskrbo spodnjega dela prekopa proti Sredozemlju. Tako so vode Fresquela, Cesse in Orbiela povečale vode prekopa. Po drugi strani pa so vode Orba pri Beziersu zagotovile dodaten pretok v del prekopa. Leta 1957 je bil jez Cammazes s kapaciteto 20 milijonov kubičnih metrov vode, napolnjen s Sorom, ki je zaokrožil in dokončal oskrbovalno omrežje. To jezero zagotavlja pitno vodo za več kot 200 občin v regiji. Od 20 milijonov kubičnih metrov je štiri milijone rezerviranih za polnjenje Canala du Midi.

### Zapornice
Prve zapornice, ki jih je Pierre-Paul Riquet zgradil planoti pri Toulousa, so bile eksperimentalne in niso bile zadovoljive. Sestavljene so bile iz pravokotnih zapornic z lesenimi hodniki kot temelji za stranske stene. Ta tip ni pravilno zadrževal stranskega materiala, ko je bila zapornica prazna, zato so se podrle. Obliko zapornic je na novo določil z zaobljenimi stranskimi stenami,  debelejšimi in bolj odpornimi na stranski pritisk zemlje. Dimenzije zapornic so bile takrat ustrezne. Zaradi teh zaokroženih oblik se arhitektura zapornic v Canal du Midi imenuje baročni slog.
Zapornice so bile vgrajene v kamen in tesnjene z apnom. Zapirajo jih dvokrilna vrata.  Vrata, prvotno iz lesa z najmanj možnimi kovinskimi deli, so pod močnim stresom in vlago.
Nominalna velikost zapornic, ki jih je zgradil Pierre-Paul Riquet, je bila dolžina 29,2 m, širina 5,8 m pri vratih, 11m v sredini zapornice in povprečna višina 2,5 m. V 20. stoletju je bilo veliko zapornic spremenjenih in zato nimajo več prvotnih lastnosti.
V mestu Béziers je pri Fonsérannesu stopnišče z osmimi zapornicami, da se pripelje do reke Orb. Zapornice so morale biti vklesane v trdno skalo in na pobočju, katerega naklon se je spreminjal. Vse zapornice so morale vsebovati enako količino vode, vendar niso mogle imeti popolnoma enake oblike. Kljub temu so bile zgrajene uspešno brez potrebe po popravilu. Ta neverjetni inženirski objekt sta izdelala dva nepismena brata Medhaile z delovno silo, sestavljeno predvsem iz žensk. 
Nekatere zapornice na prekopu so arhitekturni dragulji. Na primer, okrogla zapornica Agde s tremi vrati: dvoje vrat omogočata dostop na vsako stran prekopa, tretja pa dostop do reke Hérault, ki teče v Sredozemlje. Ta sistem omogoča trojni dostop, hkrati pa ščiti prekop pred poplavami. Podobno ima prekop nekaj večkratnih zapornic - to je z več povezanimi zaporednimi. Ta sistem prihrani vrata in temelje na območjih, kjer je naklon največji. Najbolj znana med temi zapornicami je zapornica Fonserannes, ki ima osem komor.
Danes je večina zapornic elektrificiranih, kar je nadomestilo ročno premikanje zapornic. 

### Pristanišča
V rednih časovnih presledkih so vzdolž poti prekopa zgradili več pristanišč, da bi natovorili in raztovorili blago ter zagotovili počivališča za potnike. Toulouse ima dve pristanišči: pristanišče de l'Embouchure je na stičišču Canal du Midi, Canal de Brienne in Lateralnega prekopa Garonne, medtem ko je Port Saint-Sauveur v središču mesta blizu dvorane Zrnja. V Toulousu sta bili še dve pristanišči, ki pa sta bili z urbanim razvojem uničeni. Tako sta bila Port des Minimes in Port Saint-Etienne zamenjana z vlečnimi potmi.
Castelnaudary ima 7 hektarjev veliko pristanišče, imenovano Grand Basin, zgrajeno med letoma 1666 in 1671. Služilo je kot postanek na polovici poti med Toulouseom in Sètom. Otok Cybelle sredi kotline je bil uporabljen za zaščito barž pred vetrom. Carcassonne je danes pomemben turistični postanek na prekopu in ima pristanišče, zgrajeno leta 1810 v času, ko je bilo mesto povezano s prekopom. Pristanišče Trèbes je glavno pristanišče, ki ima številne priveze za čolne. Tu sta tudi pristanišči Homps, ki je bilo eno najpomembnejših na prekopu in Le Somail, ki je bilo priljubljen kraj za počitek in rekreacijo. Končno, tik pred prihodom v Sredozemsko morje, ima prekop dve pristanišči: pristanišče Agde, v katerem je stari sedež "uprave prekopa" in pristanišče Onglous pri Marseillanu, ki je zadnje pristanišče pred Sètom in  kraljevemu prekopu omogoča dostop do morja.
Zgrajena so novejša pristanišča, na primer Ramonville-Saint-Agne, imenovana Port-Sud, ki ima veliko bivalnih barž in Port-Lauragais, ki je v bližini Avignonet-Lauragais, na območju počivališča ob avtocesti A61.

### Akvadukti
Ob Canalu du Midi je bilo zgrajenih več akvaduktov. Omogočajo, da reke prečkajo prekop, ker bi lahko motile pretok vode v prekopu. V resnici reke, ki se iztekajo v prekop, med poplavljanjem povzročijo prelivanje vode in napolnijo prekop z muljem. Nekateri akvadukti izvirajo iz časa Pierre-Paul Riqueta, večina pa je bila zgrajena po dokončanju prekopa, zlasti zaradi izboljšav, ki jih je priporočil Vauban. Prekop ima naslednje akvadukte (iz Agde do Toulousa):
- Kanalski most (PK 208), ki je bil odprt leta 1857, kar je odpravilo težaven prehod reke Orb
- Cesse akvadukt (PK 168)
- Akvadukt Répudre (PK 159) je bil zgrajen med letoma 1667 in 1676, premošča reko Répudre blizu vasi Paraza. Répudre je majhen pritok Aude, v katerem je pretok preveč spremenljiv zlasti pozimi (dolžina mostu: 135m). To je bil tudi prvi akvadukt, ki ga je zasnoval Pierre-Paul Riquet
- Akvadukt Orbiel v Trèbesu (PK 117)
- Akvadukt Fresquel (PK 109) je bil zgrajen za reko Fresquel v začetku leta 1800 in odprt se je 31. maja 1810, zaradi preusmeritve poti skozi središče mesta Carcassonne, mesta, ki ni plačalo deleža stroškov ko je bil prekop prvič zgrajen
- Akvadukt Herbettes (PK 8), nov akvadukt v Toulouseu, dokončan leta 1983, dolg 74 m, za prečkanje štiripasovne avtoceste.

### Drugi objekti
Pierre-Paul Riquet in inženirji, ki so mu sledili skozi tri stoletja, so na Canalu du Midi zgradili številne druge strukture, od katerih so naslenje najpomembnejše:
- Predor Molpas, dolg 165 metrov jugovzhodno od Oppidum d'Ensérune [28], ki se vije skozi hrib na višini 50 m nmv in je bil takrat tehnični izziv;

- preliv Argent-Double v kraju La Redorte v bližini akvadukta Argent-Double: ta objekt ima enajst zaporednih kamnitih obokov, ki jih je oblikoval Vauban, zgradil Antoine de Niquet in omogoča, da se prelivna voda iz prekopa izliva v potok;

- Vodna drsina Fonserannes, ki obide 6-zapornico na stopnišču Fonserannesu, je bila zgrajena v času, ko je bilo treba prekop nadgraditi na širino Freycinet, da bi prihranili čas in omogočili večjim plovilom plovbo. Ima edinstveno mehaniko, katere vzdrževanje je drago, vendar jo VNF že nekaj let poskuša obnoviti, da bi skrajšala čakalne dobe pri zapornicah Fonséranes. Širino Freycinet je standard, ki ureja dimenzije zapornic nekaterih kanalov, sprejetih na podlagi zakona, sprejetega med mandatom Charlesa de Freycineta kot ministra za javna dela v Franciji, od 5. avgusta 1879;

- Ouvrages du Libron (Libronova dela), edinstven tovrstni dosežek, ki omogoča prehod prekopa preko reke Libron v bližini reke Agde;
- vodni mlini Canal du Midi so pri izpeljavi številnih zapornic (npr. Naurouze, Gay, Trèbes, Matabiau, Minimes, Castelnaudary, Castanet, Beziers, itd.) in uporabljajo razliko v višini vode za poganjanje mlinskih kamnov za mletje zrnja. V 18. stoletju so postali pravi žitni mlini.[29]

## Rastlinstvo in živalstvo
Prekop je dolg trak vode, ki se razteza skozi pokrajino in privablja številne živalske vrste. V prekopu je več vrst rib, kot je ploščič, razmnožujejo v rekah in del svojega življenja preživijo v prekopu. V prekopu se pojavljajo mehkužci, kot so školjke anadonta - vrsta sladkovodne školjke in corbikula. Invazivni nutrija in pižmovka, vneseni iz Amerike, se zakopljeta v bregove in jih poškodujeta. Končno številne živali in ptice prihajajo piti vodo iz prekopa.
Prekop je tudi zelo vegetativno mesto. Na začetku je Pierre-Paul Riquet posadil drevesa za stabilizacijo bregov prekopa, zlasti tam, kjer je pregledal okoliško pokrajino. Vrba se je široko uporabljala zaradi njene hitre rasti. Inženir je tudi zasadil irise na strani prekopa, da bi zmanjšal umiranje svojih bregov. V 18. stoletju so drevesa, zasajena ob prekopu, postala vir dohodka. Tako so bile posajene murve za rejo sviloprejk. Potem so s koncem kulture svile leta 1772 drevesa zamenjali topoli iz Italije, ki so bili najbolj produktiven les. Konstrukcije in hiše upraviteljev zapornic so bile okrašene s sadnim drevjem. V času revolucije je bilo v nasadih okoli prekopa približno 60.000 dreves, ko jih je bilo na začetku le 45.000. Že pod prvim cesarstvom so začeli saditi drevesa platane, da bi nadomestili posekana drevesa, in so danes prevladujoča sorta vzdolž prekopa.
Vendar pa se že nekaj let platane okužene z rakom Ceratocystis platani, ki ga povzroča mikroskopska gliva. Prve izbruhe so odkrili leta 2006, ko je število okuženih dreves doseglo 83 v letu 2008 in 153 v letu 2009. Izveden je bil selektiven posek dreves, vendar brez učinka. Poleg tega ni učinkovitega zdravljenja proti bolezni. V letu 2011 je bilo ugotovljenih 211 krajev in 1338 obolelih dreves. V 15 do 20 letih bo treba po prvih poskusih z različnimi snovmi, ki se upirajo zajedavcem, podreti vseh 42.000 dreves ob Canal du Midi in jih nadomestiti predvsem z drugimi vrstami (jesen, lipa).

## Canal du Midi kot vzor
Canal du Midi je bil eden izmed velikih dosežkov poznega 17. stoletja. Riquet je razumel hidravlični sistem Montagne Noire in ga nadziral, da je služil Canal du Midi. Kralj Ludvik XIV., ki je bil sponzor, je to razumel tudi kot znak svoje zavezanosti veličini.
Prekop je postal zgled v Evropi, saj je bil v celotni dobi razsvetljenstva edini prekop takšne velikosti v Evropi.
Končno je Američan Thomas Jefferson, politik, arhitekt in bodoči predsednik ZDA, prišel proučevati Canal du Midi leta 1787. [106] Kot veleposlanik Združenih držav v Franciji je načrtoval gradnjo podobnega dela, s katerim bi povezali reko Potomac z  Eriejskim jezerom.